# Noelle Quinn
Noelle Monique Quinn (Los Angeles, 3 gennaio 1985) è un'ex cestista e allenatrice di pallacanestro statunitense naturalizzata bulgara, professionista nella WNBA.

## Carriera
È stata selezionata dalle Minnesota Lynx al primo giro del Draft WNBA 2007 (4ª scelta assoluta).

## Palmarès
- Campionessa WNBA (2018)